# Synprosphyma
Synprosphyma is een geslacht van weekdieren uit de  familie van de Clausiliidae.

## Soorten
De volgende soorten zijn bij het geslacht ingedeeld:
- Synprosphyma aegrota Hunyadi & Szekeres, 2016
- Synprosphyma basilissa (Boettger & Schmacker, 1894)
- Synprosphyma cavicola (Gredler, 1888)
- Synprosphyma franciscana (Möllendorff, 1885)
- Synprosphyma gibbosula (Deshayes, 1870)
  - = Synprosphyma (Synprosphyma) gibbosula (Deshayes, 1870)
- Synprosphyma hosodai Hunyadi & Szekeres, 2016
- Synprosphyma incrustata H. Nordsieck, 2016
  - = Synprosphyma (Synprosphyma) incrustata H. Nordsieck, 2016
- Synprosphyma ishibei Hunyadi & Szekeres, 2016
- Synprosphyma monachorum Hunyadi & Szekeres, 2016
- Synprosphyma pallgergelyi Hunyadi & Szekeres, 2016
- Synprosphyma wanshiensis (Blume, 1927)